# Detroit Tigers
I Detroit Tigers sono una delle squadre professionistiche di baseball della Major League Baseball (MLB), con sede a Detroit, Michigan. Sono membri della Central division della American League (AL). Uno degli otto membri fondatori della AL, il club nacque a Detroit nel 1894 come parte della Western League. Sono la più antica squadra ad avere mantenuto la stessa denominazione ed essere rimasta nella stessa città della AL. I Tigers hanno vinto quattro titoli della World Series (1935, 1945, 1968 e 1984), 11 AL (1907, 1908, 1909, 1934, 1935, 1940, 1945, 1968, 1984, 2006 e 2012), e quattro volte la AL Central division (2011, 2012, 2013 e 2014). Inoltre vinsero il titolo di division nel 1972, 1984 e 1987 mentre erano membri della AL East. La squadra disputa le sue gare interne al Comerica Park nel centro di Detroit.
I Tigers fecero erigere il Bennett Park nell'angolo tra Michigan Avenue e Trumbull Avenue e iniziarono a giocare lì nel 1896. Nel 1912, la squadra si trasferì al Navin Field, costruito nello stesso luogo. Questo fu ampliato nel 1938 e rinominato Briggs Stadium. Cambiò nuovamente nome in Tiger Stadium nel 1961 e i Tigers vi giocarono lì fino a quando fu inaugurato il Comerica Park nel 2000.

## Storia

### Fondazione e i primi anni
Fondata nel 1894 il nome attuale fu adottato nel 1901 in onore di un'unità militare che aveva sede a Detroit ed appunto era soprannominata Tigers per via della propria cattiveria sul fronte di guerra. Nello stesso anno la squadra ha aderito alla partecipazione nella American League.
La prima partita della storia dei Tigers fu disputata il 25 aprile del 1901 al Bennett Park di Detroit dove aderirono più di 10.000 tifosi nella vittoria per 14-13, dopo una rimonta al nono inning che le vedeva in svantaggio per 13-4. A fine stagione si classificarono terzi assoluti nella propria divisione (AL).

### 1901-1999
I Tigers hanno vinto nella loro storia quattro World Series e 11 titoli dell'American League. Dopo i primi due titoli nel 1935 e nel 1945, i Tigers affrontarono la stagione 1968 con 103 vittorie e 59 sconfitte arrivando ai playoff come favoriti per il titolo arrivando fino alle finali poi vinte delle World Series contro i St. Louis Cardinals. In quella stagione ci fu il record stabilito di vittorie del lanciatore dei Tigers Denny McLain che riuscì a mettere a segno 31 vittorie in una stagione (l'ultima volta che un lanciatore aveva superato quota 30 vittorie era stato nel 1934.)
Nel 1984, anno della vittoria delle World Series per la quarta volta nella storia del team del Michigan, la squadra concluse la stagione regolare con 105 vittorie e battendo in finale i San Diego Padres.

### Gli anni duemila
Il giorno 11 aprile 2000 fu aperto il nuovo stadio dei Tigers, il Comerica Park dove nel 2006 raggiunsero nuovamente le finali delle World Series, uscendo sconfitti dai Cardinals.
In quegli anni i Tigers potevano schierare nelle proprie file giocatori del calibro di Miguel Cabrera, eletto miglior giocatore 2012 e 2013, e Justin Verlander che ha vinto il premio come miglior lanciatore nel 2011.

## Giocatori importanti

### Membri della Baseball Hall of Fame

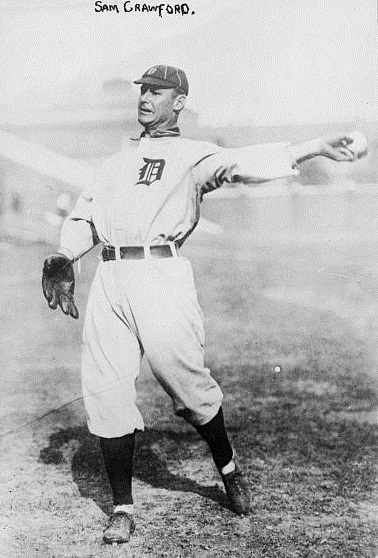
Sam Crawford

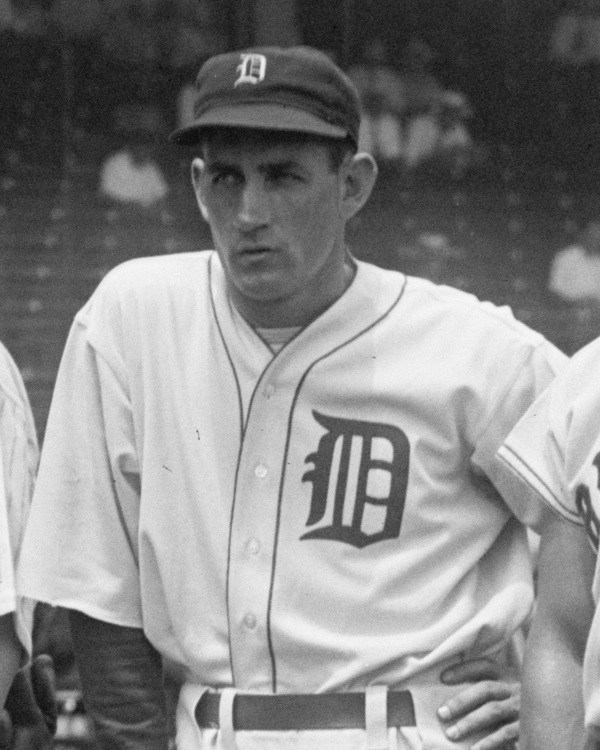
Charlie Gehringer

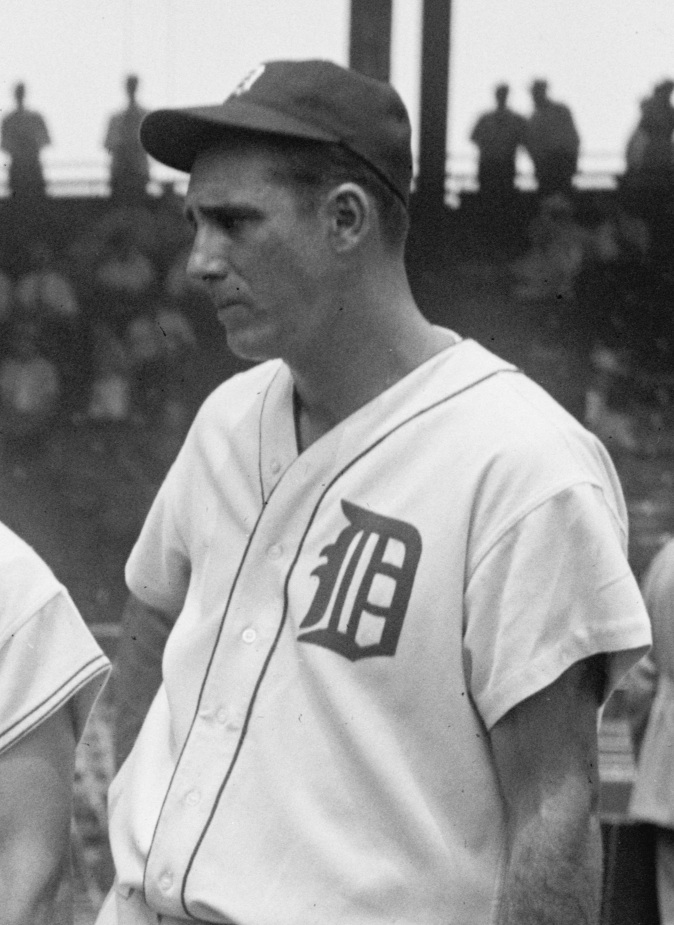
Hank Greenberg

| Hall of Famer dei Detroit Tigers |      |                 |      |
| Giocatore                        | Anno | Giocatore       | Anno |
| Sparky Anderson                  | 2000 | Whitey Herzog   | 2010 |
| Earl Averill                     | 1975 | Waite Hoyt      | 1969 |
| Ed Barrow                        | 1954 | Hughie Jennings | 1945 |
| Jim Bunning                      | 1996 | Al Kaline       | 1980 |
| Ty Cobb                          | 1936 | George Kell     | 1983 |
| Mickey Cochrane                  | 1947 | Jim Leyland     | 2024 |
| Sam Crawford                     | 1957 | Heinie Manush   | 1964 |
| Larry Doby                       | 1998 | Eddie Mathews   | 1978 |
| Rick Ferrell                     | 1984 | Jack Morris     | 2018 |
| Charlie Gehringer                | 1949 | Hal Newhouser   | 1992 |
| Goose Goslin                     | 1968 | Al Simmons      | 1953 |
| Hank Greenberg                   | 1956 | Sam Thompson    | 1974 |
| Bucky Harris                     | 1975 | Alan Trammell   | 2018 |
| Harry Heilmann                   | 1952 |                 |      |

Nota
I giocatori in grassetto sono riprodotti nella Hall of Fame con la divisa dei Tigers.
Sparky Anderson non ha mai giocato con i Tigers: è stato il manager della squadra dal 1979 al 1995 ed è entrato come tale nella Hall of Fame.
Whitey Herzog ha giocato una stagione per i Tigers. È stato inserito nella Hall of Fame come manager, ma non ha mai ricoperto quel ruolo con i Tigers.
Jim Leyland non ha mai giocato con i Tigers: è stato il manager della squadra dal 2006 al 2013 ed è entrato come tale nella Hall of Fame.

### Numeri ritirati

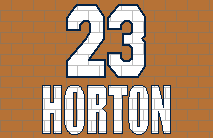
Willie Horton Ritirato nel 2000
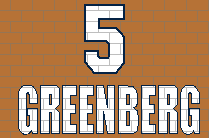
Hank Greenberg Ritirato nel 1983
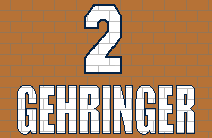
Charlie Gehringer Ritirato nel 1983
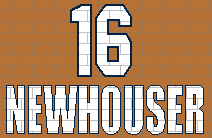
Hal Newhouser Ritirato nel 1997
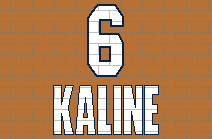
Al Kaline Ritirato nel 1980
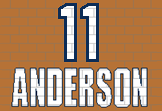
Sparky Anderson Ritirato nel 2011
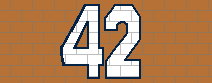
Jackie Robinson Ritirato da tutta la MLB nel 1997

## Affiliate nella Minor League
| Livello | Team                    | League                  | Luogo                                       |
| ------- | ----------------------- | ----------------------- | ------------------------------------------- |
| AAA     | Toledo Mud Hens         | Triple-A East           | Toledo, Ohio                                |
| AA      | Erie SeaWolves          | Double-A Northeast      | Erie, Pennsylvania                          |
| A+      | West Michigan Whitecaps | High-A Central          | Comstock Park, Michigan                     |
| A-      | Lakeland Flying Tigers  | Low-A Southeast         | Lakeland, Florida                           |
| Rookie  | FCL Tigers East         | Florida Complex League  | Lakeland, Florida                           |
| Rookie  | FCL Tigers West         | Florida Complex League  | Lakeland, Florida                           |
| Rookie  | DSL Tigers 1            | Dominican Summer League | San Pedro de Macorís, Repubblica Dominicana |
| Rookie  | DSL Tigers 2            | Dominican Summer League | San Pedro de Macorís, Repubblica Dominicana |

## I Tigers nei media
Nella serie televisiva Magnum, P.I. il protagonista è un grande tifoso dei Tigers (l'attore Tom Selleck lo è anche nella vita reale) tanto che una sua peculiarità è l'indossare il berretto blu con lo stemma bianco della squadra praticamente sempre. Egli condivide questa passione con il tenente Tanaka, della polizia locale, con cui spesso inizia delle discussioni sui giocatori e sulla squadra.